# Pierre Thomas Nicolas Hurtaut
Pierre Thomas Nicolas Hurtaut est un écrivain et historien français né le 17 avril 1719 à Paris où il est mort le 5 mai 1791.

## Biographie
Fils d'un marchand de chevaux, Pierre Thomas Nicolas Hurtaut devient professeur de latin à l'École militaire puis  publie son premier livre, Le Voyage d'Aniers en 1748.
Intéressé par les mystères du corps humain, il y consacre plusieurs ouvrages, dont L'Art de péter et Essai de médecine sur le flux menstruel dans lesquels il pastiche les traités médicinaux. 
Il fut également historien et membre de la Société du bout du banc.